# Torchwood
A Torchwood brit televíziós sci-fi filmsorozat a Ki vagy, doki? (Doctor Who) című sorozat mellékága, a BBC Wales készítette.

## A sorozatról
2006-ban mutatták be a 13 részes első évadot, 2008-ban a másodikat. 2009-ben a harmadik évad 5 részes minisorozat formájában készült. A 4. évadot a BBC és az amerikai Starz Entertainment közösen készítette és 2011-ben sugározták az USA-ban és Angliában egyszerre.
Magyarországon 2008-ban jelent meg az első évad DVD kiadása Torchwood - Az idegenvadászok címmel, majd 2010 novemberben az AXN Sci-fi sugározta Űrlényvadászok néven. A második és harmadik évadot már rendesen Torchwood-nak fordították. Alkotója, producere Russell T. Davies. A Doctor Who-val ellentétben a Torchwood kifejezetten a felnőtt nézők számára készült, Davies szerint "paranoid thriller" és "omniszexuális beállítottságú".
Bár a sorozat a Doctor Who-ból nőtt ki, közvetlenül kapcsolódó keresztrészek nincsenek a két cselekményvonal között, legfeljebb többé-kevésbé rejtélyes utalások fordulnak elő - a két sorozat főszereplői azonban néha megjelennek a másikban. A sorozatot a BBC Wales készítette és az első két évad Walesben, Cardiffban vagy a környékén játszódik.
Maga a "Torchwood" szó angolul egy fafajtát jelent, azonban egyúttal a "Doctor Who" anagrammája is.

## Előzményei a Doctor Who (Ki vagy, doki?) sorozatban
Torchwood már korábban megjelent a Doctor Who sorozatban, kezdetben csak rövid és homályos  formájában, majd egyre konkrétabban. Először a 2005/12, a Valóságsokk c. részben bukkan fel a Torchwood Intézet neve. Ezt követően a 2005-ös karácsonyi különrészben (Karácsonyi támadás) a szupertitkos Torchwood Intézet lőtt le egy Földet fenyegető űrhajót.
A 2006/2 rész (Foggal-körömmel) Skóciában, a Torchwood House nevű kastélyban játszódik 1879-ben. Az epizód végén Viktória királynő megalapítja a Torchwood Intézetet, hogy "kutasson és harcoljon a Britanniát fenyegető, minden képzeletet felülmúló veszélyek ellen, és hogy figyelje a Doktor visszatértét."
Több további utalás után végül a 2006-os évad dupla befejező része (Szellemhadsereg, A végítélet napja) a londoni Torchwood Intézetben (Torchwood 1) játszódik. A sorozat a cardiffi Torchwood 3 csapat munkáját követi nyomon.

## Főszereplők
- Jack Harkness kapitány (John Barrowman, magyar hangja: Gáspár András) Torchwood 3. vezetője, aki az új (2005–2008) Doctor Who sorozat több epizódjából is ismert. Igazi neve nem ismert (Azonban kiderül a Big Finish The Lives of Captain Jack című audiojáték antológiájából), az 51. században született, pályáját időügynökként és gyanús kereskedelmi tevékenységgel kezdte, majd kalandos és időhurkokkal tarkított élete eredményeképpen lett Torchwood 3. vezetője. A XX. század elejétől napjainkig sok történelmi esemény részese volt. Nyíltan biszexuális. Még a kilencedik Doktorral folytatott kalandozása következményeképpen halhatatlan lett, ez több történetben lényeges szerepet kap. (1. évadtól)
- Gwen Cooper (Eve Myles, magyar hangja: Haumann Petra) volt rendőrnyomozónő, az első részben csatlakozik Torchwoodhoz. A történetet sokszor az ő szemszögéből látjuk. (1. évadtól)
- Dr. Owen Harper (Burn Gorman, magyar hangja: Fekete Zoltán) orvos (1-2. évad)
- Toshiko Sato (Naoko Mori, magyar hangja: Csuja Fanni) számítástechnikai szakértő (1-2. évad)
- Ianto Jones (Gareth David-Lloyd, magyar hangja: Dévai Balázs) mindenes, korábban Torchwood 1. munkatársa (1-3. évad).
- Rex Matheson (Mekhi Phifer) CIA-ügynök (4. évadtól) véletlenül kerül a Torchwooddal kapcsolatba.
- Esther Katushi (Alexa Havins) CIA-ügynök (4. évad) önszántából kezd nyomozni a furcsa módon eltűnt Torchwood anyagok ügyében. (4. évad)
- Dr. Vera Juarez (Arlene Tur) orvos, Rex ismerőse, szintén véletlenül kerül az események közelébe. (4. évad)
- Oswald Danes (Bill Pullman) halálra ítélt gyerekgyilkos, aki a Csoda jóvoltából túlélte a kivégzését. (4. évad)
- Jilly Kitzinger (Lauren Ambrose) a titokzatos PhiCorp gyógyszergyár és a Három Család ügynöke. (4. évadtól)

### További szereplők
- Rhys Williams (Kay Owen, magyar hangja: Pál Tamás (2. évadtól) Gwen barátja, majd férje. Kettőjük kapcsolata többször kerül veszélybe, mivel Rhys kezdetben nem ismeri Gwen titkos munkahelyét és feladatait. A 3-4. évadban egyre inkább részese lesz a csapat munkájának. (1. évadtól)
- Andy Davidson (Tom Price, magyar hangja: Juhász Zoltán) rendőr, Gwen korábbi munkatársa. Gwen titkos új munkahelyéről csak sejtései vannak. (1. évadtól)
- Martha Jones (Freema Agyeman, magyar hangja: Sallai Nóra) a tizedik Doktor korábbi útitársa, a UNIT orvosszakértője, a második évad több részében is besegít a csapatnak. (2. évad)

## Téma

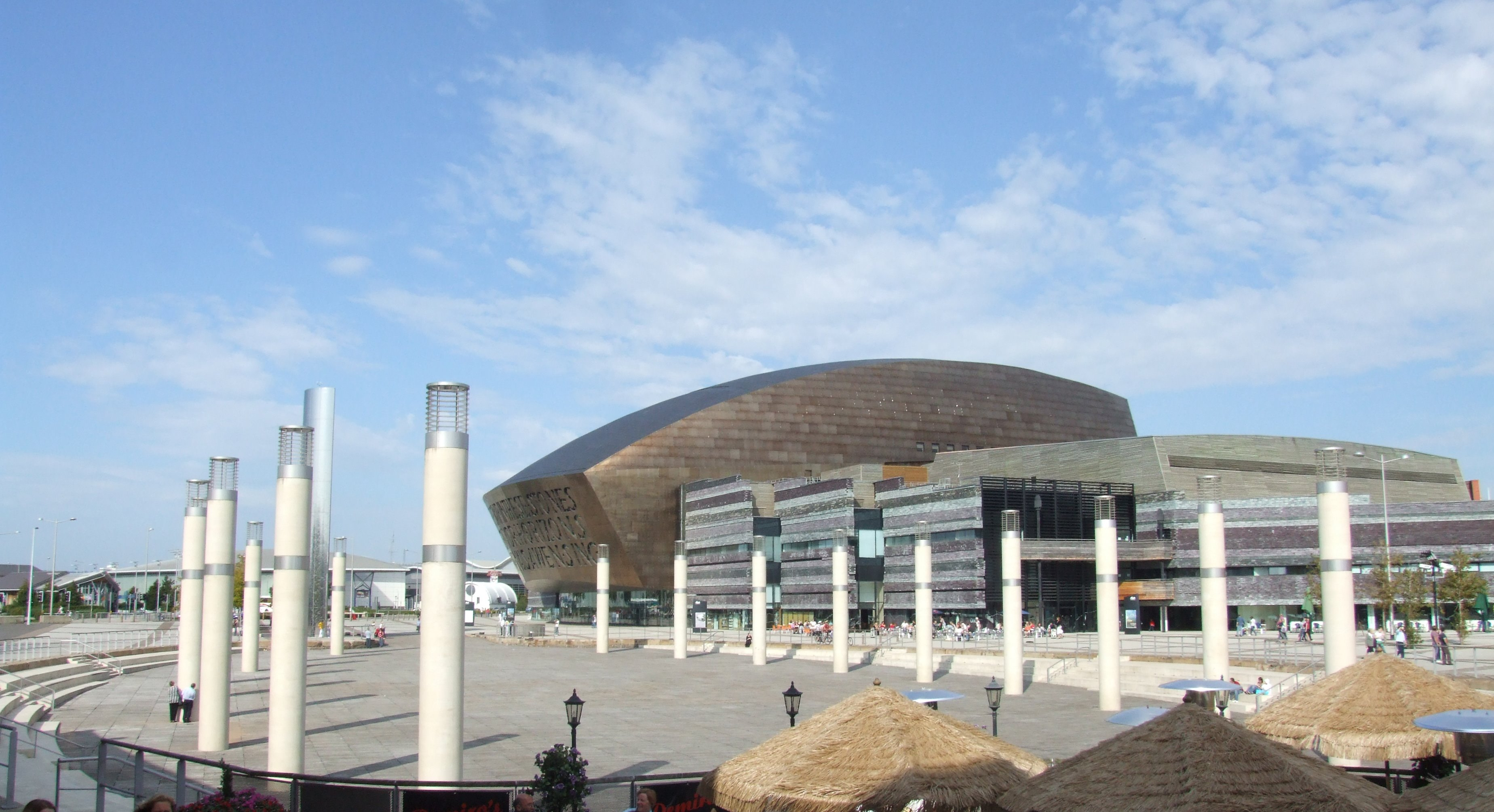
Torchwood 3 főhadiszállása, the Hub, Cardiffban a Roald Dahl Plass - tér alatt van.

A sorozat Torchwood 3, a katonaságon és rendőrségen kívüli, azok felett álló szervezet ügyeit mutatja be. A cselekményszál sokszor kötődik a Cardiffon áthúzódó téridő repedéshez. A szervezet a repedésen át véletlenül érkező földönkívüli tárgyakkal, az ezekhez kapcsolódó bűnügyekkel, az idekerült lényekkel foglalkozik.
Bár a földönkívüli technológiákat, különféle szerkezeteket a saját céljaikra felhasználják, gondosan elzárják a nyilvánosság elől. A repedés egyébként már kétszer is szerepet kapott a 2005-ös Doctor Who évadban, a Testrablók és a Nagy durranás c. részekben. Az egyes epizódok stílusa eltérő: hol kifejezetten sci-fi, hol eléggé véres horror, hol érzelmes és lágy vagy éppen erotikus.
A sorozatban felvetődnek a halállal, az élet értelmével, az esetleges halál utáni lét létezéséről szóló problémák. Vitákat váltott ki a sorozat nyílt biszexuális, sőt omniszexuális beállítottsága is, vagyis a szereplőknek nemcsak saját nemükkel hanem akár földönkívüliekkel is lehet szexuális kapcsolata.
A 2009-es 5 x 1 órás minisorozatban (Children of Earth - A Föld gyermekei ) Jack kapitány és Ianto családi hátteréről több minden kiderül. Az eléggé sötét és drámai történet azt feszegeti, hogy mennyire etikus egy ember vagy embercsoport feláldozása, ha ezzel milliók életét menthetjük meg. Megengedhető-e ilyen esetben a kétes politikai módszerek alkalmazása, a kormány egyértelmű hazudozása, az igazság eltitkolása a nagy nyilvánosság elől?
A 2011-ben bemutatásra került új évadban (Miracle Day - A Csoda napja) több változás történt, mivel korábban a Torchwood 3 főhadiszállása elpusztult és több főszereplő is meghalt. A 10 részes minisorozat összefüggő története jóval nemzetközibb környezetben játszódik (a fő szál az Egyesült Államokban, majd Kínában és Argentínában, a másik szál Angliában, Walesben) és a régi főszereplőkhöz (Jack Harkness kapitány és Gwen Cooper) több új is csatlakozik. A történet az ú.n. Csoda napjának következményeivel foglalkozik – ezen a napon megszűnt a halál,  minden ember halhatatlan lett, viszont Jack Harkness visszaváltozott halandóvá. Az újjáalakult Torchwood csapat nekilát kibogozni a Csoda mögött álló titokzatos Áldás és a Család rejtélyét, ami nem könnyű, mert közben valakik meg rájuk vadásznak. Az évadon érződik az amerikai hatás, akciódúsabb a korábbi évadoknál. Eléggé drámai és sötét képet fest arról, hogy a rendkívüli körülmények hatására miként vetik le az emberek (és az állam) addigi erkölcsi normáikat, gátjaikat.

## Könyvek, hangjátékok
- A Doctor Who-hoz hasonlóan egyes történetek nem film, hanem könyv, hangoskönyv vagy hangjáték formájában jelentek meg. Eddig tizenkilenc Torchwood könyv és hat hangoskönyv jelent meg a BBC Books kiadásában.[4]

A könyvek műfajilag sci-fi elemekkel bővített detektívtörténeteknek tekinthetők. Magyar nyelven 2010 végén jelenik meg az első két rész a könyvsorozatból Esős napok Cardiffban (Another Life).
- 2009. szeptemberben sugározták az első hangjátékot (Lost Souls, Az elveszett lelkek), amely konkrét eseményen, a CERN svájci Nagy Hadron Ütköztetőjének átadásán alapszik. 2009 júliusban újabb három hangjátékot sugároztak: Asylum (Menedék), Golden Age (Az aranykor), The Dead Line (Néma telefon). Ezeket követte 2011-ben egy sorozat indítása The Lost Files (Az elveszett akták), három történettel.[5]